# 普朗克時間

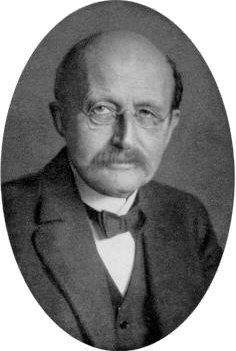
馬克斯·普朗克

在物理學的普朗克單位制裡，普朗克時間（Planck time）是時間的基本單位，是光波在真空裏傳播一個普朗克長度的距離所需的時間。普朗克單位制是一種自然單位制，因馬克斯·普朗克而得名；普朗克最先提出普朗克單位制的概念。
普朗克時間{\displaystyle t_{P}}以方程式定義為
{\displaystyle t_{P}={\sqrt {\frac {\hbar G}{c^{5}}}}\approx } 5.39116(13) × 10−44秒；
其中，{\displaystyle \hbar =h/2\pi }是約化普朗克常數，{\displaystyle G}是引力常數，{\displaystyle c}是光波傳播於真空的光速，在括號裏的兩個數字是估算值的標準差。

## 物理重要性

利用 Pi 數近似結果導出具有所有電磁學單位和熱力學性質的普朗克單位。

普朗克時間是光波在真空裏傳播一個普朗克長度的距離所需的時間。它的數值大約為 5× 10−44秒。理論而言，它是最小的可测時間間隔。按照當今學術界所了解的物理定律，在這短暫時間間隔裏所發生的任何變化，是無法通過測量或探測求得的。到2010年5月為止，直接測量的時間不確定性最小為12 阿秒（1.2 × 10−17秒），約為3.7 × 1026個普朗克時間。

### 量綱分析
從引力常數、相對論常數、量子常數的獨特組合可以得到單位為時間的常數，即普朗克時間。量綱分析是數學物理的一門分支領域，專門研究測量單位與物理常數，普朗克單位制是量綱分析的重要基礎結果，量綱分析建議，對於比普朗克時間更為短暫的時間間隔案例，量子力學與引力的效應都很重要，缺一不可，需要用到量子引力理論。

### 宇宙量子化
在極早期宇宙，光輻射是能量密度的主要成分。假設這時期的宇宙很平坦（曲率為零），只擁有光輻射，則從弗里德曼方程式，可以推算出宇宙的能量密度{\displaystyle \epsilon _{r}}與時間{\displaystyle t}平方成反比：
{\displaystyle \epsilon _{r}(t)\propto 1/t^{2}}。
宇宙可以被視為一個黑體，在這黑體裏，光輻射遵守普朗克定律，因此，可以計算出宇宙溫度{\displaystyle T}與時間的平方根成反比，每個光子的平均能量{\displaystyle E_{mean}}與時間的平方根成反比。從宇宙的能量密度{\displaystyle \epsilon _{r}}與光子的平均能量{\displaystyle E_{mean}}，可以得到光子的數量密度{\displaystyle n}與時間的關係為:119-120
{\displaystyle n(t)\propto t^{-3/2}}。
隨著時間趨於零，能量密度{\displaystyle \epsilon _{r}}、平均能量{\displaystyle E_{mean}}、數量密度{\displaystyle n}都趨於無限大。但是，這些荒謬結果並不正確，因為推導出弗里德曼方程式的廣義相對論是個經典理論，廣義相對論假定宇宙能量在任何尺度都具有平滑連續性，不需要量子化。只要可觀測宇宙內有很多的光子，這假設成立；但是，當可觀測宇宙只含有很少數的光子之時，宇宙能量會呈離散值，因此必須將量子力學的效應納入考量。從弗里德曼方程式，可以推算出，宇宙視界（cosmological horizon）距離與時間成正比，宇宙視界體積與時間三方成正比。因此，可觀測宇宙的光子數量與時間的關係為
{\displaystyle N(t)\propto t^{3/2}}。
更精確地計算，可以得到
{\displaystyle N(t)\approx 1.9\left({\frac {t}{t_{P}}}\right)^{3/2}}；
其中，{\displaystyle t_{P}}是普朗克時間。
所以，在大爆炸之後，當時間到达{\displaystyle t\approx 0.7t_{P}}時，在任意可觀測宇宙內，只存在有1個光子，這時，不能忽略能量的量子化，必需發展與採用量子引力理論。:76-78

### 超遙遠星體
從分析哈勃空間望遠鏡在2003年拍攝的哈勃超深空影像，引起一場辯論，其主要論題是普朗克時間為最短暫時間間隔會產生的天文學效應。有些天文學者提議，由於普朗克尺度的時空漲落，極具猜想性質的量子引力泡沫理論預測超遙遠星體應該會顯得模糊不清。可是，哈伯影像顯得相當清晰，因此很多學者對這提議產生質疑，有些學者爭論，這提議高估了模糊效應1015至1030倍，因此，觀測到的效應不能有效限制理論："在某些時空泡沫理論裏，時空漲落對於光波的相位干涉所產生的累積效應非常小，無法被觀測到。"

## 外部連結
- （英文）Shortest time interval measured （页面存档备份，存于） - BBC新聞，關於2004年測量到最短時間間隔的事件。